# Simulium bicorne
Simulium bicorne es una especie de insecto del género Simulium, familia Simuliidae, orden Diptera.
Fue descrita científicamente por Dorogostajsky, 1935.